# Luís Cerqueira
D. Luís Cerqueira (Alvito, Portugal, 1552) foi um bispo católico portugues. Entrou para a Companhia de Jesus, onde foi ordenado sacerdote. Foi sagrado bispo em 1594 na cidade de Évora, com o titulo de Tiberiade. Esteve em Macau e foi Bispo do Japão, Funai, falecendo no último ano do seu episcopado, em 1614.